# Iglesias reformadas
Las Iglesias reformadas son Iglesias cristianas protestantes relacionadas históricamente con la doctrina de Juan Calvino. Surgieron por primera vez en Europa en el siglo XVI, dentro de la Reforma protestante encabezada por teólogos reformadores como Ulrico Zuinglio, Martín Bucero, Enrique Bullinger, Pedro Mártir Vermigli, Teodoro de Beza y Guillaume Farel. A lo largo del siglo XVI se fueron extendiendo por Suiza, Escocia, Francia, Países Bajos, Suecia, Noruega, Finlandia, Alemania, Dinamarca, Estonia, Letonia y Hungría.

## Organización
Cada nación en la que se estableció el movimiento de la Reforma tenía originalmente su propio gobierno de la iglesia. Varias de estas iglesias locales, o congregaciones, se han extendido por todo el mundo y la mayoría de las denominaciones han experimentado divisiones en múltiples denominaciones. El compromiso con la enseñanza del calvinismo original por lo general sigue estando reflejado en sus definiciones de la doctrina oficial, pero muchas admiten cierta flexibilidad doctrinal. Un estudio de 1999 encontró 746 denominaciones reformadas en todo el mundo.[cita requerida]
Debido a su pasado histórico, las Iglesias Reformadas tienen la particularidad de ser independientes las unas de las otras, tanto desde un punto de vista doctrinal como organizativo, aunque la mayoría están federadas en Iglesias nacionales (por ejemplo, la Iglesia Evangélica Española). A nivel mundial, la Alianza reformada mundial era la organización más importante (con unos 75 millones de miembros), delante del Consejo Ecuménico Reformado (Reformed Ecumenical Council) que contaba con 10 millones de personas. Desde junio de 2010, ambas organizaciones se fusionaron para formar la Comunión Mundial de Iglesias Reformadas. Existen también otras dos organizaciones mundiales de menor importancia y con rasgos más fundamentalistas: la Conferencia Internacional de las Iglesias Reformadas (International Conference of Reformed Churches) y la Confraternidad Reformada Mundial (World Reformed Fellowship).
En 1973, las Iglesias Reformadas y Luteranas de Europa firmaron un documento teológico, la Concordia de Leuenberg, por el que ponían fin a 450 años de división eclesial y decidieron obrar a favor de una Iglesia unificada. Desde entonces se han unido otras Iglesias protestantes de Europa y América Latina y siete Iglesias Metodistas europeas.